# Anisoplia faldermanni
Anisoplia faldermanni är en skalbaggsart som beskrevs av Edmund Reitter 1883. Anisoplia faldermanni ingår i släktet Anisoplia och familjen Rutelidae. Inga underarter finns listade i Catalogue of Life.